# Paradelia abbreviata
Paradelia abbreviata är en tvåvingeart som först beskrevs av Pokorny 1889.  Paradelia abbreviata ingår i släktet Paradelia och familjen blomsterflugor. Inga underarter finns listade i Catalogue of Life.